# ماكسيميليان لينز
ماكسيميليان لينز (بالألمانية: Maximilian Lenz)‏ هو رسام نمساوي، ولد في 4 أكتوبر 1860 في فيينا في النمسا، وتوفي بنفس المكان في 18 مايو 1948.